# Federación Española de Asociaciones de Amigos del Camino de Santiago
La Federación Española de Asociaciones de Amigos del Camino de Santiago es una organización privada de ámbito nacional que agrupa a las distintas «Asociaciones de Amigos del Camino de Santiago» existentes en España.

## Creación e historia
La Federación nació en 1987 dentro de un contexto histórico en el que varios grupos de voluntarios trabajaban para recuperar el Camino de Santiago y la peregrinación jacobea.
Estos grupos de voluntarios se organizaron bajo la forma de «Asociaciones de Amigos del Camino de Santiago» las cuales se constituyeron en diversos lugares del país. Celebraron, entre el 23 y el 26 de septiembre de 1987, un I Congreso Internacional en Jaca y tras esta reunión, estuvieron de acuerdo en aunar los esfuerzos que realizaba cada una por lo que crearon una «Coordinadora Nacional» el 23 de octubre de ese año.  Algunos años más tarde, esta organización adoptó la forma de federación y se transformó en la actual «Federación Española de Asociaciones de Amigos del Camino de Santiago».
Al promover unos objetivos que las autoridades consideraron de interés general, se le otorgó el 13 de diciembre de 2012 la categoría de «Entidad de Utilidad Pública» por resolución del Ministerio del Interior.

## Funciones
La Federación da apoyo a las diferentes asociaciones territoriales en varios aspectos, entre otros: la información sobre los diversos Caminos existentes en España; la colaboración con las Autoridades para crear y gestionar albergues; la recuperación, señalización y defensa de los Caminos; la interlocución ante las Administraciones o la promoción de estudios y edición de publicaciones. Además, gestiona la distribución de los hospitaleros voluntarios y organiza cursillos de formación para quienes quieran ejercer esta labor.
También cataloga y numera los diferentes Caminos de Santiago que recorren España, además de los existentes en los países extranjeros. Para ello mantiene una página web donde proporciona una información completa sobre ellos y en colaboración con el Instituto Geográfico Nacional, ofrece una herramienta geográfica que permite su visualización sobre mapa o fotografía aérea.

## Asociaciones que la forman
La Federación estaba formada en 2018 por las siguientes Asociaciones de Amigos del Camino de Santiago:
| Asociaciones de Amigos del Camino de Santiago miembros de la Federación Española | Asociaciones de Amigos del Camino de Santiago miembros de la Federación Española | Asociaciones de Amigos del Camino de Santiago miembros de la Federación Española | Asociaciones de Amigos del Camino de Santiago miembros de la Federación Española | Asociaciones de Amigos del Camino de Santiago miembros de la Federación Española |
| Provincia                                                                        | Población                                                                        | Denominación                                                                     | Web                                                                              |                                                                                  |
| -------------------------------------------------------------------------------- | -------------------------------------------------------------------------------- | -------------------------------------------------------------------------------- | -------------------------------------------------------------------------------- | -------------------------------------------------------------------------------- |
| Álava                                                                            | Vitoria                                                                          | Asoc. Am. del Camino de Santiago de Álava                                        | www.alavacaminodesantiago.org                                                    |                                                                                  |
| Alicante                                                                         | Alicante                                                                         | Asoc. Am. del Camino de Santiago de Alicante                                     | www.encaminodesdealicante.org                                                    |                                                                                  |
| Almería                                                                          | Almería                                                                          | Asoc. Am. del Camino de Santiago de Almería                                      | www.asociacionalmeriajacobea.org                                                 |                                                                                  |
| Asturias                                                                         | Oviedo                                                                           | Asoc. Astur-Leonesa de Amigos del Camino de Santiago                             | www.caminosantiagoastur.com                                                      |                                                                                  |
| Asturias                                                                         | Tineo                                                                            | Asoc. Am. del Camino de Santiago Astur-Galaico del Interior                      |                                                                                  |                                                                                  |
| Badajoz                                                                          | Zafra                                                                            | Asoc. Am. del Camino de Santiago de Zafra y comarca                              | www.caminosantiagozafra.es                                                       |                                                                                  |
| Barcelona                                                                        | Hospitalet de Llobregat                                                          | Asoc. Am. del Camino de Santiago de L’Hospitalet de Llobregat                    | www.peregrinoslh.com                                                             |                                                                                  |
| Barcelona                                                                        | Tarrasa                                                                          | Asoc. Am. del Camí de Sant Jaume de Terrasa                                      |                                                                                  |                                                                                  |
| Burgos                                                                           | Burgos                                                                           | Asoc. Am. del Camino de Santiago de Burgos                                       | www.caminosantiagoburgos.com                                                     |                                                                                  |
| Burgos                                                                           | Miranda de Ebro                                                                  | Asoc. Am. del Camino de Santiago de Miranda de Ebro                              | www.caminosantiagoviadebayona.com                                                |                                                                                  |
| Cádiz                                                                            | Cádiz                                                                            | Asoc. Am. del Camino de Santiago en Cádiz                                        | www.caminosantiagoencadiz.org                                                    |                                                                                  |
| Córdoba                                                                          | Córdoba                                                                          | Asoc. Am. del Camino de Santiago de Córdoba                                      | www.caminomozarabe.es                                                            |                                                                                  |
| Cuenca                                                                           | Cuenca                                                                           | Asoc. Am. del Camino de Santiago de Cuenca                                       | www.decuencaasantiago.es                                                         |                                                                                  |
| Granada                                                                          | Granada                                                                          | Asoc. Am. del Camino de Santiago de Granada                                      | www.caminosantiagogranada.es                                                     |                                                                                  |
| Guadalajara                                                                      | Guadalajara                                                                      | Asoc. Alcarreña de Am. del Camino de Santiago                                    |                                                                                  |                                                                                  |
| Guipúzcoa                                                                        | Irún                                                                             | Asoc. Jacobea Irún-Bidasoa                                                       | www.irunsantiago.com                                                             |                                                                                  |
| Guipúzcoa                                                                        | San Sebastián                                                                    | Asoc. Am. de los Caminos de Santiago de Gupúzkoa                                 | www.caminosnorte.org                                                             |                                                                                  |
| La Coruña                                                                        | Herbón (Padrón)                                                                  | Asoc. Galega de Amigos do Camiño de Santiago                                     | www.amigosdelcamino.com                                                          |                                                                                  |
| Las Palmas                                                                       | Las Palmas de Gran Canaria                                                       | Asoc. Am. del Camino de Santiago de Las Palmas                                   |                                                                                  |                                                                                  |
| León                                                                             | Astorga                                                                          | Asoc. Am. del Camino de Santiago de Astorga y Comarca                            | www.caminodesantiagoastorga.com                                                  |                                                                                  |
| León                                                                             | León                                                                             | Asoc. Am. del Camino de Santiago de León                                         | www.caminosantiagoleon.es Archivado el 28 de enero de 2021 en Wayback Machine.   |                                                                                  |
| León                                                                             | Mansilla de las Mulas                                                            | Asoc. Am. del Camino de Santiago de Mansilla de las Mulas                        |                                                                                  |                                                                                  |
| León                                                                             | Ponferrada                                                                       | Asoc. Am. del Camino de Santiago del Bierzo                                      | www.amigoscaminobierzo.org                                                       |                                                                                  |
| Madrid                                                                           | Madrid                                                                           | Asoc. Am. de los Caminos de Santiago de Madrid                                   | www.demadridalcamino.org                                                         |                                                                                  |
| Málaga                                                                           | Málaga                                                                           | Asoc. Jacobea de Málaga                                                          | www.caminomozarabedemalaga.com                                                   |                                                                                  |
| Murcia                                                                           | Lorca                                                                            | Asoc. Lorca-Santiago                                                             | www.lorca-santiago.lorca.es                                                      |                                                                                  |
| Murcia                                                                           | Murcia                                                                           | Asoc. Am. del Camino de Santiago de Murcia                                       |                                                                                  |                                                                                  |
| Navarra                                                                          | Estella                                                                          | Los Am. del Camino de Santiago. Centro de Estudios Jacobeos. Estella             | www.caminodesantiagoestella.org                                                  |                                                                                  |
| Orense                                                                           | Orense                                                                           | Asoc. Cultural Amigos Camiño Mozárabe – Vía Plata Ourense                        |                                                                                  |                                                                                  |
| Palencia                                                                         | Carrión de los Condes                                                            | Asoc. Am. del Camino de Santiago de Palencia                                     | www.bibliotecajacobea.org                                                        |                                                                                  |
| Pontevedra                                                                       | Vigo                                                                             | Asoc. de Amigos de los Pazos                                                     | www.amigosdelospazos.com                                                         |                                                                                  |
| Sevilla                                                                          | Sevilla                                                                          | Asoc. Am. del Camino de Santiago – Vía de la Plata de Sevilla                    | www.viaplata.org                                                                 |                                                                                  |
| Soria                                                                            | Soria                                                                            | Asoc. Soriana de Am. del Camino de Santiago                                      | www.caminosantiagosoria.com                                                      |                                                                                  |
| Teruel                                                                           | Andorra                                                                          | Asoc. Am. de los Caminos de Santiago San Macario de Andorra (Teruel)             |                                                                                  |                                                                                  |
| Valencia                                                                         | Valencia                                                                         | Asoc. Am. del Camino de Santiago, Comunidad Valenciana                           | www.vieiragrino.com                                                              |                                                                                  |
| Vizcaya                                                                          | Bilbao                                                                           | Asoc. Am. de los Caminos de Santiago de Bizkaia                                  | www.caminobizkaia.net                                                            |                                                                                  |
| Zaragoza                                                                         | Zaragoza                                                                         | Asoc. Am. del Camino de Santiago de Zaragoza                                     | www.peregrinoszaragoza.org                                                       |                                                                                  |